# Automatická identifikace a sběr dat
Automatická identifikace a sběr dat (zkratka AIDC, Automatic identification and data capture) se vztahuje na metody automatické identifikace objektů, na sběr dat o těchto objektech a na zadávání těchto dat přímo do počítačového systému (bez lidského zásahu). Jde např. o technologie:
- čárové kódy (bar codes)
- RFID (Radio Frequency Identification)
- NFC (Near Field Communication)
- OCR (Optical Character Recognition)
- biometrika (biometrics)

Tyto technologie poskytují rychlé, přesné a nákladově efektivní způsoby pro identifikaci, směrování, získávání a spravování dat a informací o předmětech, osobách, transakcích a zdrojích.
Snímání dat z tištěných dokumentů může být realizováno různými technikami, např.:
- OCR (Optical Character Recognition) – optické rozpoznávání skenovaného tištěného textu
- BCR (Bar Code Recognition) – optické rozpoznávání čárového kódu

Čárový kód s textem "Wikipedia"
QR kód s odkazem na Wikipedii
QR kód s textem "I love You" (srdíčko = miluji)

## RFID
Technologie RFID je inovaci identifikace techniky čárového kódu; je zaměřena zejména na identifikaci předmětů/zboží ve skladech a v přepravním řetězci; dnes je využívána rovněž na identifikaci lidí – např. pacientů, závodníků, návštěvníků různých akcí. Používá se pro radiofrekvenční pásma LF (120 až 150 kHz), HF (13,56 MHz) až mikrovlny (3,1 až 10 GHz). Na rozhraní RFID (air interface), se čtou RFID tagy. RFID se rovněž využívá pro vyhledávání v reálném čase (real-time locating systems).
EPC (Electronic Product Code) je obsažen v RFID tagu; jde o identifikační číslo výrobku, ke kterému je tag připevněn; DataBáze RFID systému obsahuje podrobnosti o příslušných výrobcích, zvířatech, návštěvnících atp.
RFID sestava
- RFID čtečka
- RFID server databáze
- RFID tagy (obsahují EPC)

RFID tagy
- čipové identifikační náramky
- bezkontaktní ID karty
- etikety/štítky

RFID etiketa (německy: RFID Etikette, anglicky: RFID tag) je samolepicí štítek obsahující RFID čip a anténku; na opačné straně štítku je často shodná informace zapsaná čárovým kódem
RFID transponder (Transponder/code plate/rf tag) umožňuje přijímání spouštěcího signálu a vysílání příslušné odezvy
RFID aplikace, např.:
- sledování sportovců během závodu
- sledování účasti (studentů ve škole)
- identifikace domácích zvířat (implantováno)
- sledování neautorizovaného vstupu
- elektronické vybírání celních poplatků
- elektronická peněženka

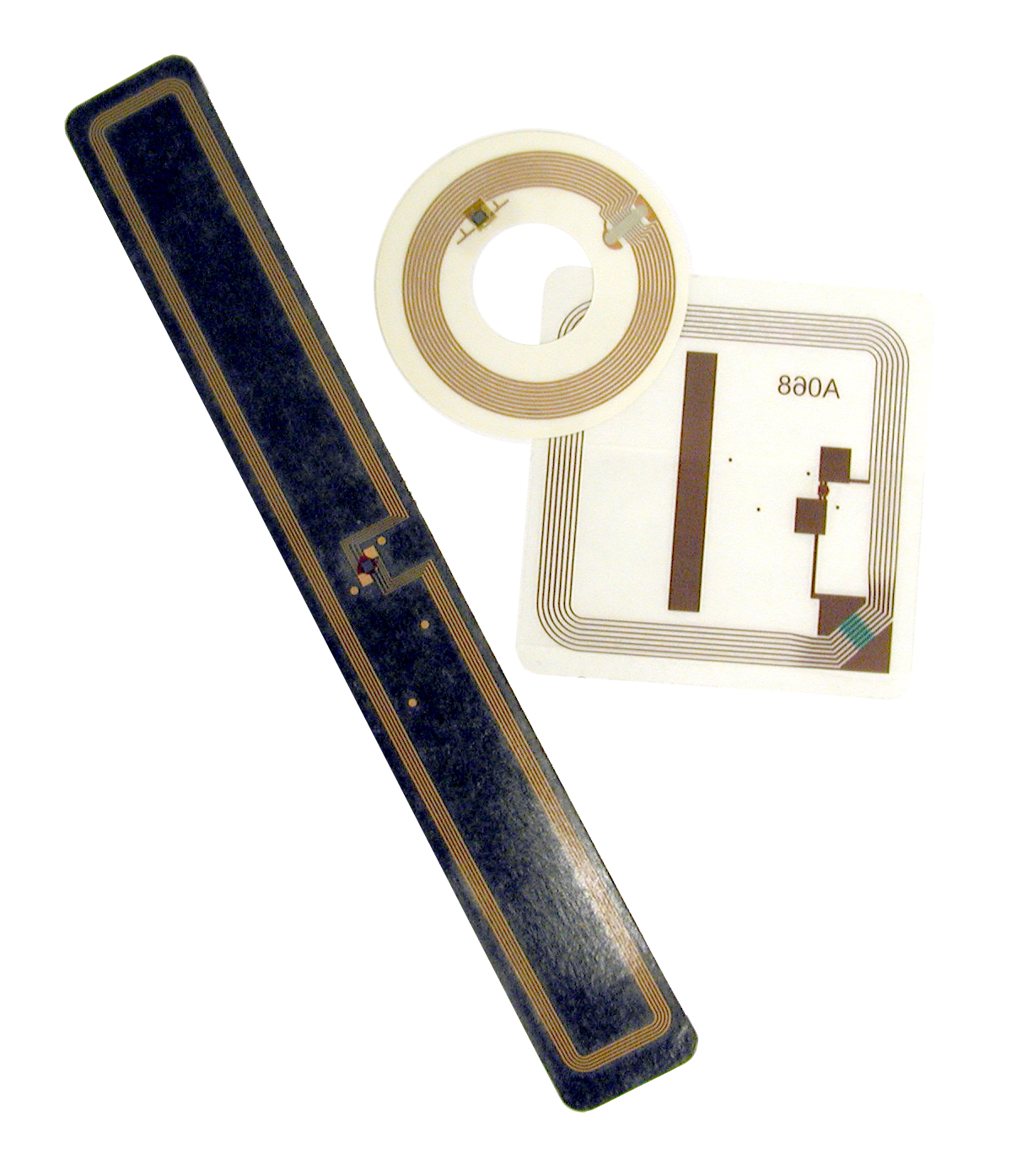
Příklady RFID tagů
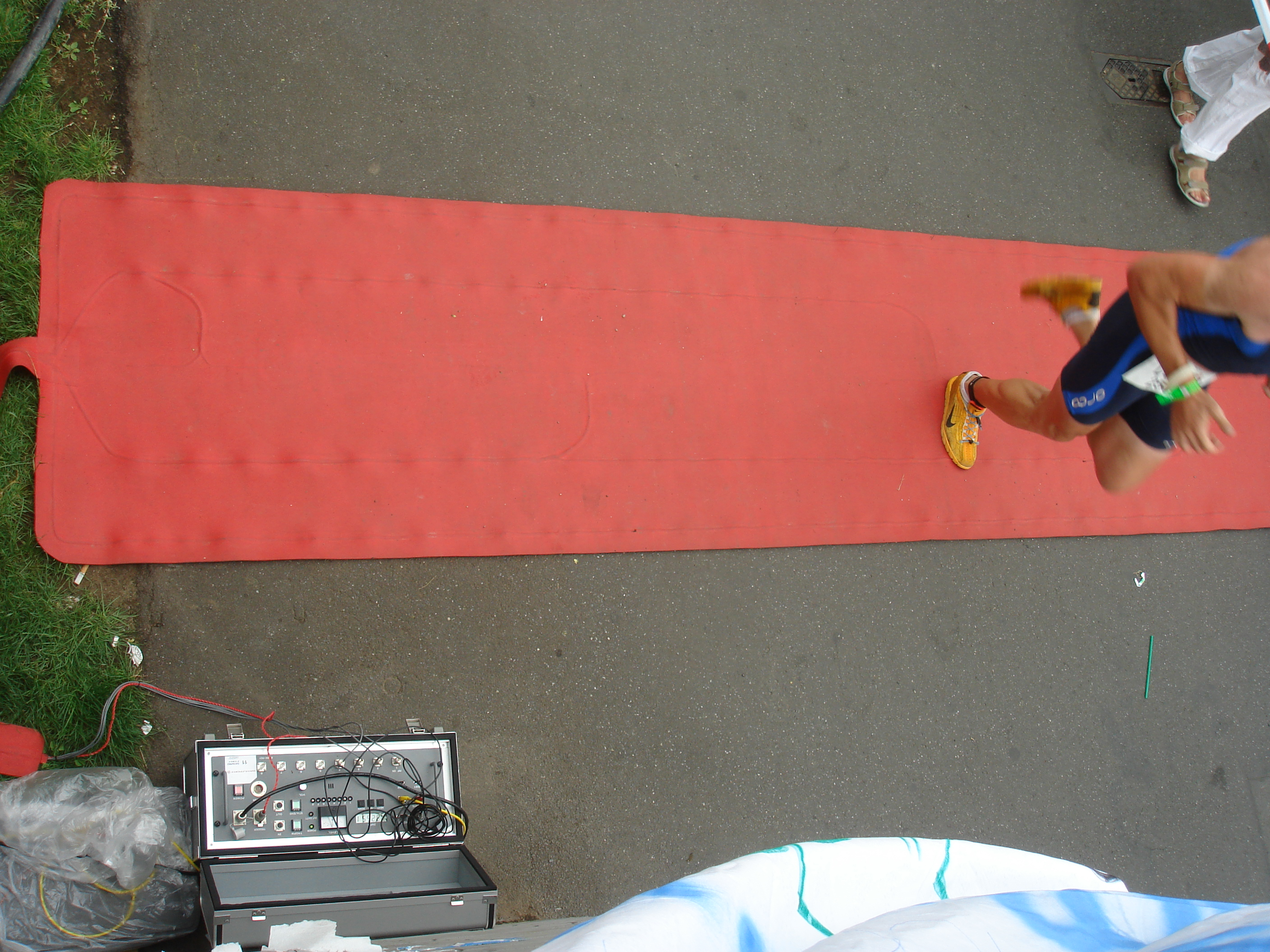
RFID tag na kotníku závodníka;RFID čtečka v červeném koberci

## NFC
Technologie NFC je jistou inovací RFID pro 13,56 MHz. Jde o bezdrátová komunikaci mezi elektronickými zařízeními na krátkou vzdálenost (cm); příkladem použití je platba mobilním telefonem přes čtečku NFC, komerční transakce s uzavřenou smyčkou (mimo banky), kontextuální informace (mobil s funkcí NFC přečte NFC tag) atp.
NFC tag má kapacitu maximálně několik kilobajtů a může obsahovat např. webovou adresu, vizitku s kontakty, reklamu atp. Některé typy jsou postaveny na normě ISO/IEC 14443, jiné na normě FeliCa (firma Sony).

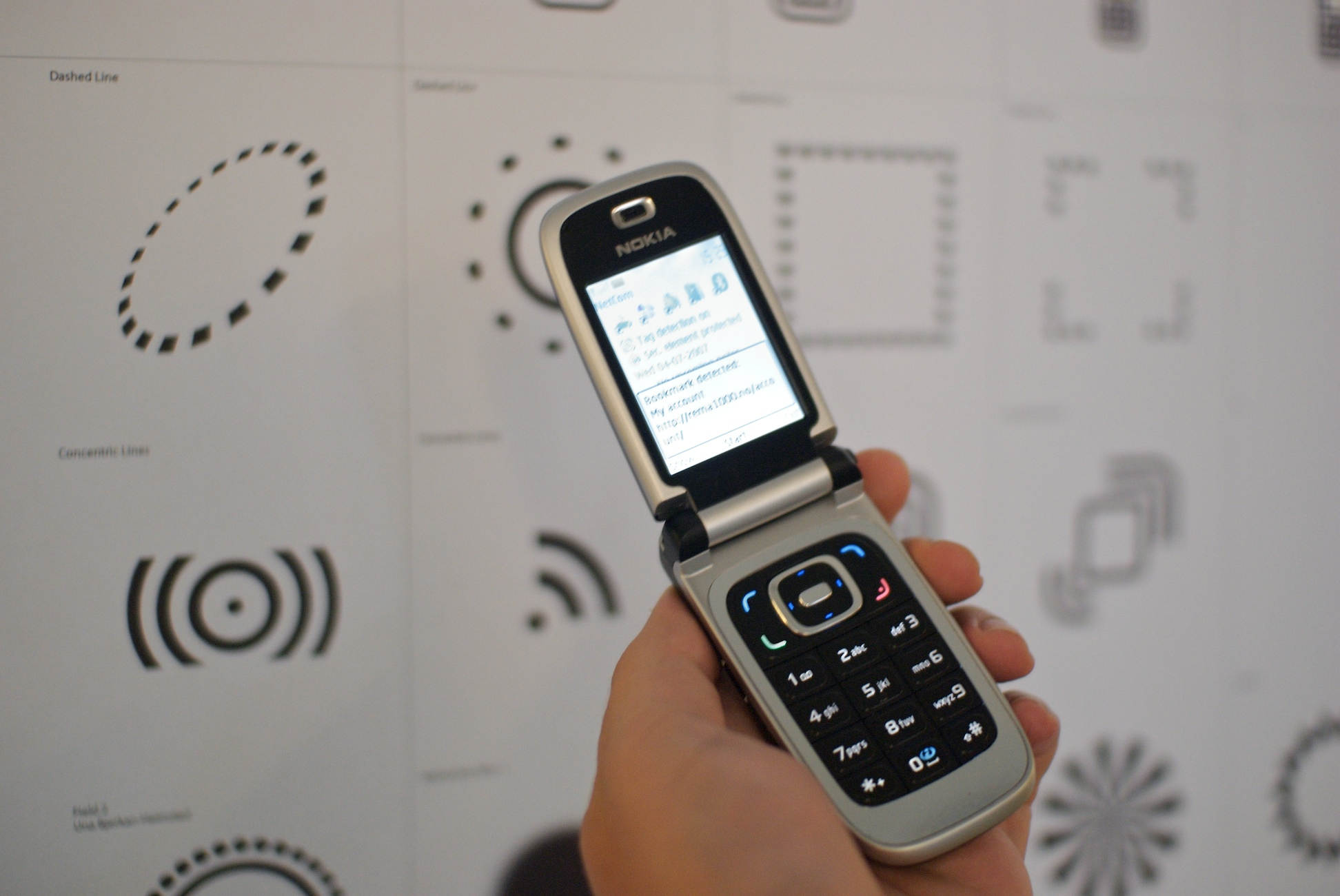
Mobilní telefon Nokia vybavený NFC technologií
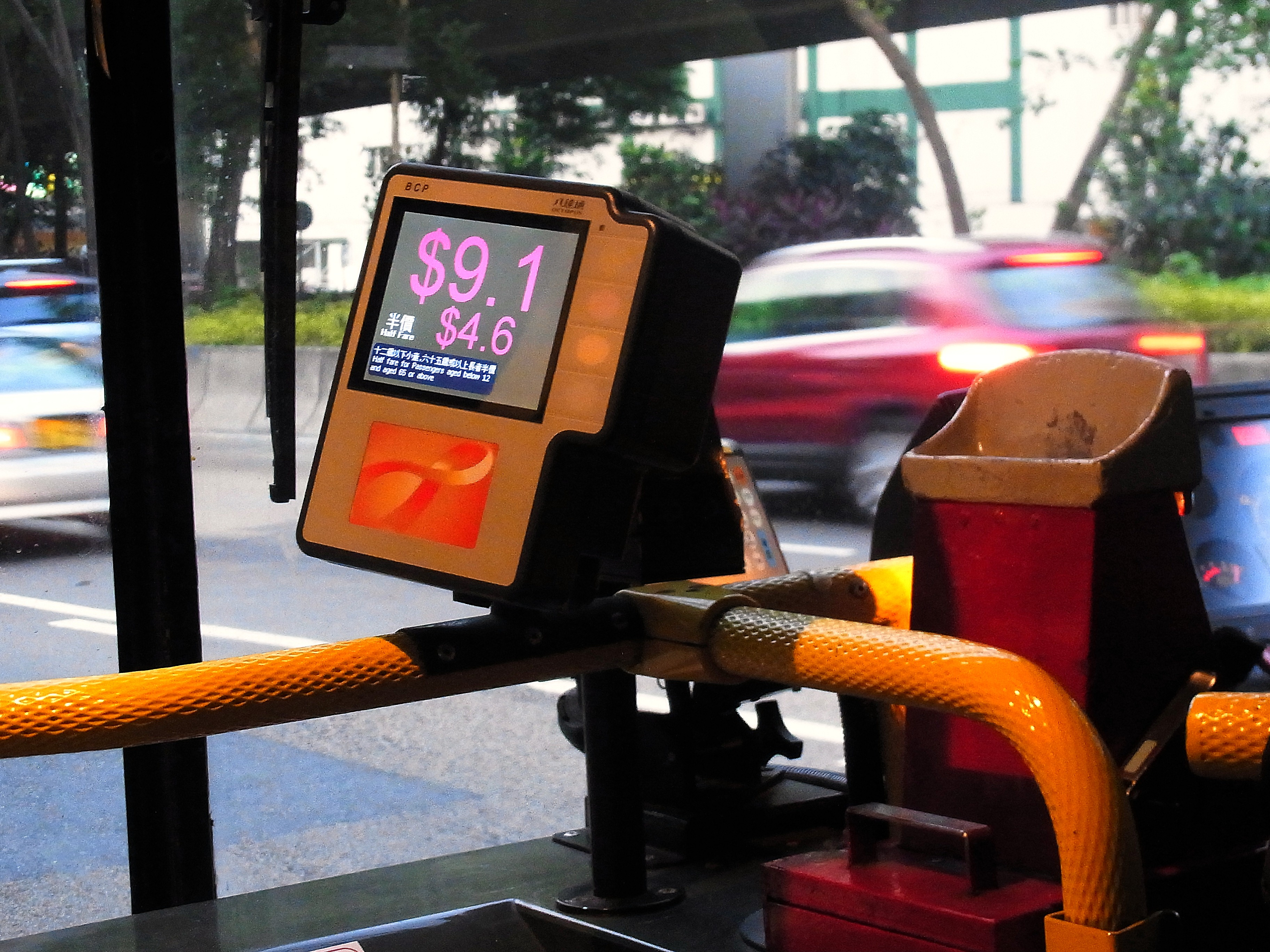
Čtečka karet v autobusu veřejné dopravy

## Biometrika
Biometrika (Biometrics) umožňuje bezpečné transakce, pozitivní identifikaci a lepší informované posouzení příslušné osoby. Nasazení interoperabilních biometrických řešení, založených na normách nutně zvyšuje úroveň bezpečnosti pro kritické infrastruktury, jaká nebyla dosud poskytována jinými technologiemi. Existuje velký rozsah systémů a aplikací určených pro poskytování spolehlivého ověřování a identifikaci jednotlivců. Jde např. o následující autentizace:
- otisku prstů (fingerprins),
- oční duhovky (iris),
- oční sítnice (retina),
- obličeje (face),
- mapy žil na dlani ruky (palm veins),
- DNA,
- dynamiky stisku kláves (typing rhythm)
- charakteristiky hlasu (voice).

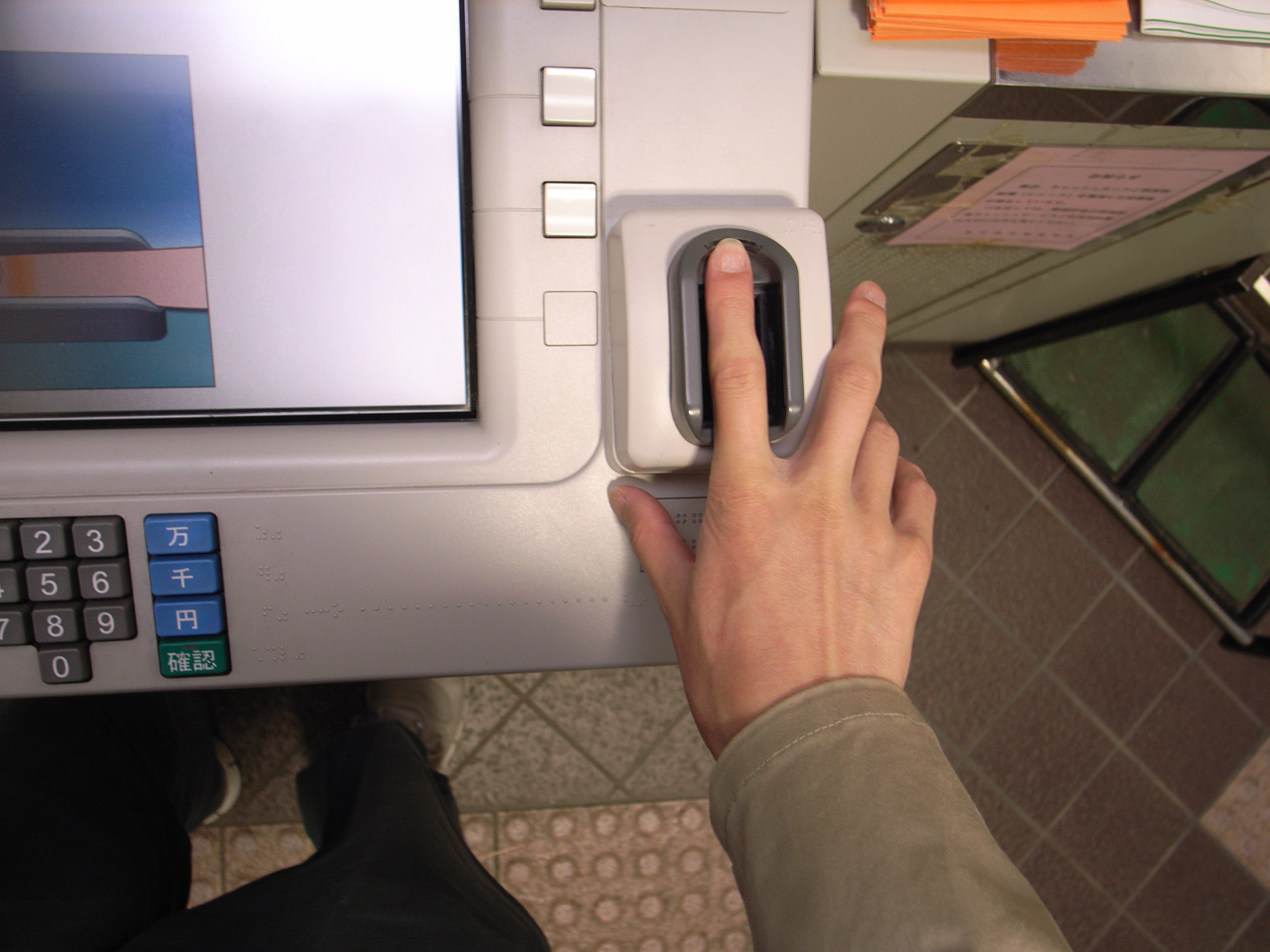
Snímání otisku prstu
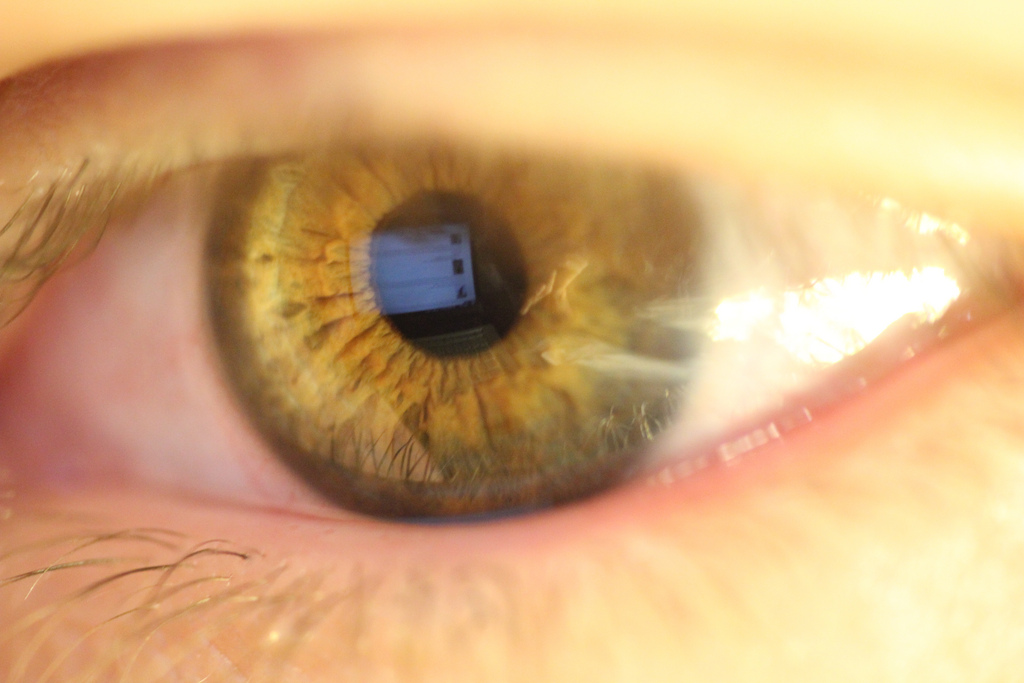
Oční duhovka
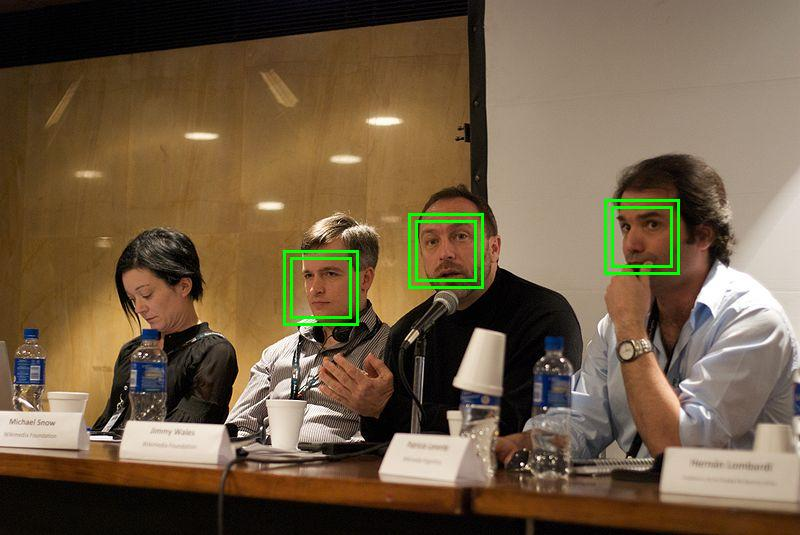
Snímání obličejů

## ISO/IEC JTC1
Globální rozšíření technologií AIDC bylo umožněno zejména zavedením norem pro informační technologie Společné komise ISO a IEC - ISO/IEC JTC 1. Komise JTC1 sestává z řady subkomisí, např.:
- SC 17 Karty a identifikace osob (Cards and personal identification)
- SC 31 Automatická identifikace a techniky sběru dat (Automatic Identification and Data Capture techniques, AIDC)
- SC 27 IT bezpečnostní techniky (IT security techniques)
- SC 37 Biometrika (Biometrics)
- SC 38 Distribuované aplikační platformy a služby (Distributed application platforms and services, DAPS).

Autorské právo (Copyright law) se vztahuje na dokumenty ISO, avšak některé dokumenty vydané JTC1, např.: ISO/IEC 17788, 2382, 2382-37, 27000, 7501 atp. lze „volně stáhnout“ (download) pro individuální studium na jednom PC.